# Turdinule des Mishmi
Spelaeornis badeigularis
Espèce
Statut de conservation UICN

 VU D2 : Vulnérable
La Turdinule des Mishmi (Spelaeornis badeigularis) est une espèce d'oiseaux de la famille des Timaliidae. Elle a été décrite par un spécimen collecté en 1947 et ne fut pas retrouvée jusqu'en 2004, où elle est apparue assez commune dans une zone restreinte des collines de Mishmi, dans l'Arunachal Pradesh.

## Répartition
Cette espèce est endémique d'Inde.